# Alexander zu Dohna-Schlobitten (1661–1728)

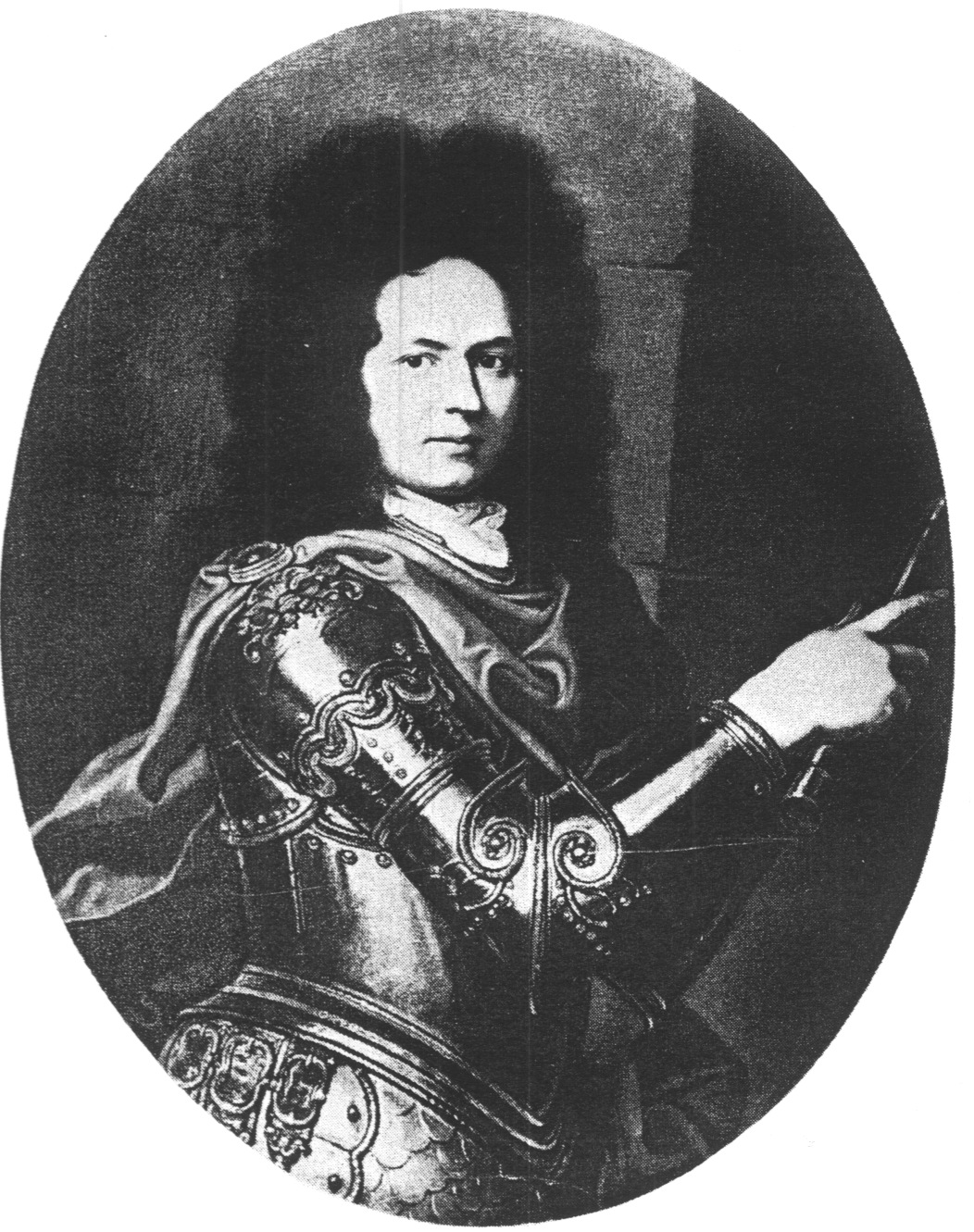
Alexander zu Dohna-Schlobitten

Alexander Burggraf und Graf zu Dohna-Schlobitten (* 25. Januar 1661 auf Schloss Coppet am Genfersee; † 25. Februar 1728 in Königsberg in Preußen) war kurbrandenburgisch-preußischer Generalfeldmarschall und Diplomat.

## Leben

### Herkunft
Alexander von Dohna wurde als Sohn von Friedrich von Dohna (1621–1688), Gouverneur des Fürstentums Orange, und Sperentia du Puy Montbrun geboren. Er wurde wie sein Bruder Christoph von Dohna unter anderem von Pierre Bayle erzogen und unternahm längere Bildungsreisen.

### Militärische Karriere
Seit 1679 war er in kurbrandenburgischen Kriegsdiensten und wurde Hauptmann der Ämter Mohrungen und Liebstadt in Ostpreußen. Am 31. Dezember 1686 wurde er Oberst und Geheimer Rat. Der neue Kurfürst Friedrich III. von Brandenburg sandte ihn mehrmals als Diplomaten nach Polen, so 1688 zur Erneuerung der Verträge zwischen Brandenburg und Polen. In den Jahren 1689 und 1690 nahm er am Feldzug gegen Frankreich teil und wurde beim Sturm auf Bonn am 10. Oktober 1689 verwundet. Am 19. Oktober 1689 wurde er zum Generalwachtmeister befördert. Seit dem 9. Oktober 1690 war er Generalmajor Chef eines Infanterie-Regiments, das seinen Namen trug. Er wurde in diplomatischer Mission nach Stockholm gesandt und am 1. Februar 1691 wirklicher Geheimer Rat. Am 11. April 1692 wurde er Gouverneur von Pillau. Im Jahre 1693 nahm er als Brigadegeneral am Feldzug in den Niederlanden gegen Frankreich teil und wurde am 25. Januar 1695 zum Generalleutnant befördert.
Am 11. Februar 1695 erhielt er auf Betreiben der Kurfürstin Sophie Charlotte gegen den Willen des Ersten Ministers von Danckelmann die Bestallung als Oberhofmeister des Kurprinzen und späteren Königs Friedrich Wilhelm. Zusammen mit dem am 8. Mai 1697 hinzugetretenen Hugenotten Jean Philippe Rebeur leitete er die Erziehung des Kurprinzen für die nächsten neun Jahre. Am 17. Januar 1701 wurde er als einer der ersten in den Hohen Orden vom Schwarzen Adler aufgenommen. Als Gegner des Grafen Kolbe von Wartenberg zog er sich 1704 weitgehend vom Hof zurück – er behielt nur seinen Sitz im Geheimen Rat. Nach dem Sturz Wartenbergs übernahm er wieder mehr Verantwortung, wurde Chef der Kommission zur Herstellung des Kammer- und Domänewesens in Preußen. Vom Juni 1712 bis zu seinem Tode war er Vorsitzender der Königsberger Regierung. Am 25. März 1713 wurde er vom neuen König Friedrich Wilhelm I. zum General der Infanterie und am 5. September schließlich zum Generalfeldmarschall befördert.

### Kulturelles Wirken
Er war Ahnherr des Hauses Schlobitten. Unter ihm war zwischen 1696 und 1736 der großartige Neubau des Schlosses entstanden, der das ältere Herrenhaus integrierte. Die Architekten waren Jean Baptiste Broebes (1660–1720) und Johann Caspar Hindersin (1667–1738).

## Familie
Dohna war seit dem 10. September 1684 mit Amalia Emilie Luise Gräfin zu Dohna-Carwinden (* 28. Juli 1661, † 2. April 1724) verheiratet. Er hatte 15 Kinder aus erster Ehe.
- Luise Charlotte (* 5. Januar 1688, † 25. Mai 1736), heiratete 1704 Graf Friedrich Wilhelm zu Wied-Neuwied (1684–1737)
- Albrecht Christoph (* 23. September 1698; † 3. Mai 1752) war Oberstleutnant und bis 1728 Kommandeur eines Infanterie-Regiments, dann Oberhofmeister der Königin Sophie Dorothea.
- Alexander Emil (* 17. April 1704; † 30. September 1745) fiel als Oberst und Kommandeur eines Infanterieregiments in der Schlacht bei Soor.
- Wilhelmine Amalie († 1757) heiratete in erster Ehe Otto Magnus von Dönhoff

Nach dem Tod der ersten Gattin ging er am 26. Dezember 1725 eine zweite Ehe mit Johanna Sophie Gräfin zu Dohna-Reichertswalde (* 27. August 1682; † 2. April 1735 in Königsberg (Preußen)) ein.